# Hirnyk
Hirnyk (in ucraino Гірник?; in russo Горняк?, Gornjak) è un centro abitato dell'Ucraina, situato nell'oblast' di Donec'k.
Nel corso della guerra tra Russia e Ucraina iniziata su larga scala il 24 febbraio 2022, la città è stata attaccata dalle truppe dell'esercito russo nell'ottobre 2024 e i soldati della 114ª Brigata fucilieri motorizzata delle guardie hanno raggiunto il centro dell'area urbana il 26 ottobre, rivendicando la completa conquista di Hirnyk.